# デンドロキラム・グルマケウム

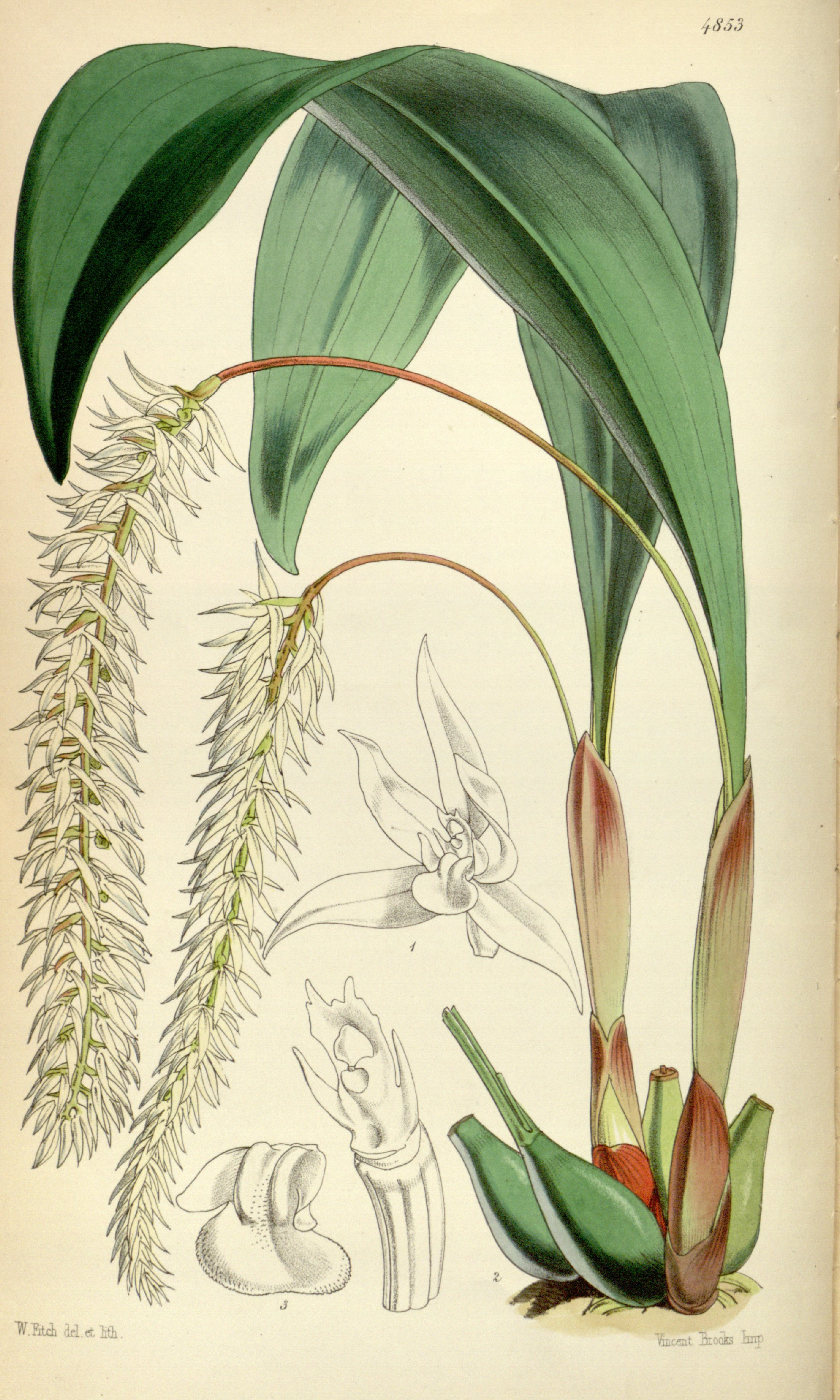
図版

デンドロキラム・グルマケウム Dendrochilum glumaceum は、デンドロキラム属のラン科植物。穂状に白い花をつけ、香りがよいことで知られる。

## 特徴
常緑の多年生草本で着生植物。偽球茎は長さ1.5-5cmで卵形。先端に1枚だけ出る葉は長さ12-45cm、幅1.8-4.5cmで狭楕円形から倒披針形。
開花期は冬から春。花茎は偽球茎の先端から生じて長さ18-50cmに達し、先端の方に多数の花を2列につける。花期は春で、新しく芽が出て葉がのびて、偽級茎が発達する前に花をつける。花茎は上向きにのびて次第にしだれ、花補は下垂する。総状花序は長さ15-20cmで40個かそれ以上も花をつける。花の基部にある苞葉は長さ0.6-0.8cm。苞の色は緑色。花は径が1.2-2cmで萼片や側花弁は乳白色で唇弁は淡橙色。萼片は披神経で長さ0.7-1cm、側花弁は萼片とほぼ同型で長さ0.4-0.7cm、いずれもよく開く。唇弁は長さ0.3-0.4cmで3裂し、中裂片は丸く、側裂片は細くて小さい。蕊柱は長さ0.3-0.4cmで側面に突起がある。花には強い香りがある。
種小名は「苞えい状の」の意味で、苞が大きくて目立つことによる。

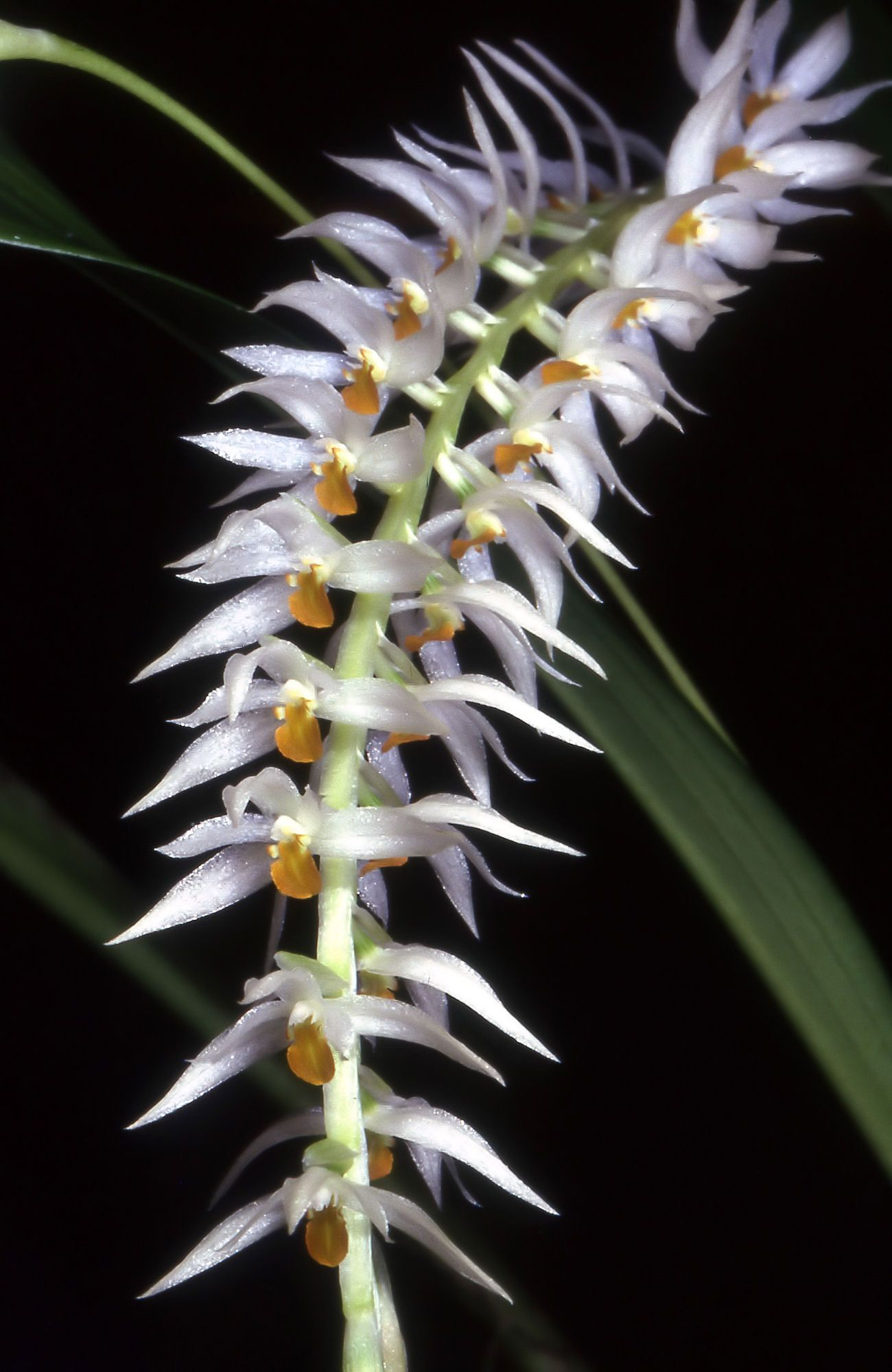
花序
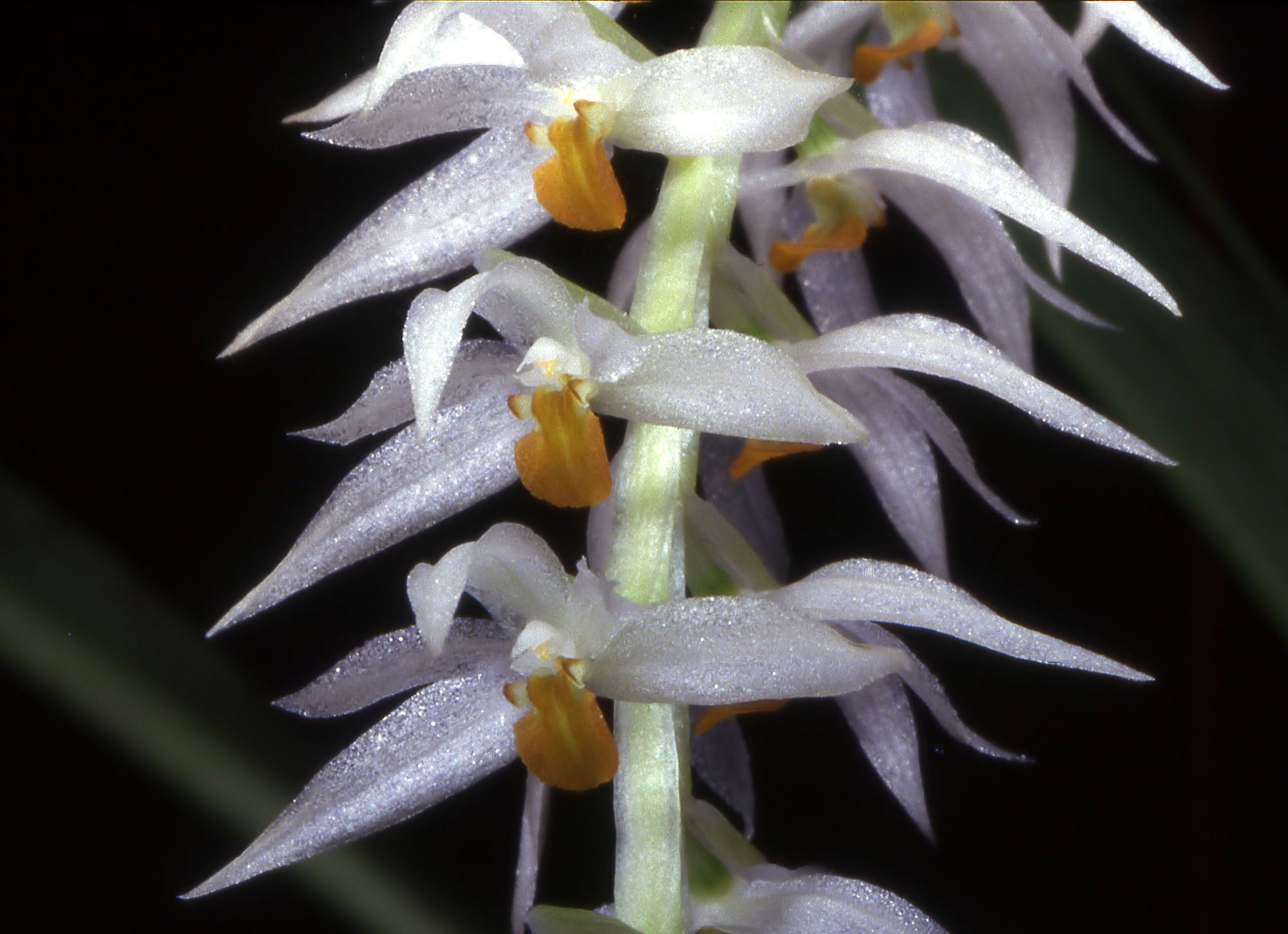
花と包
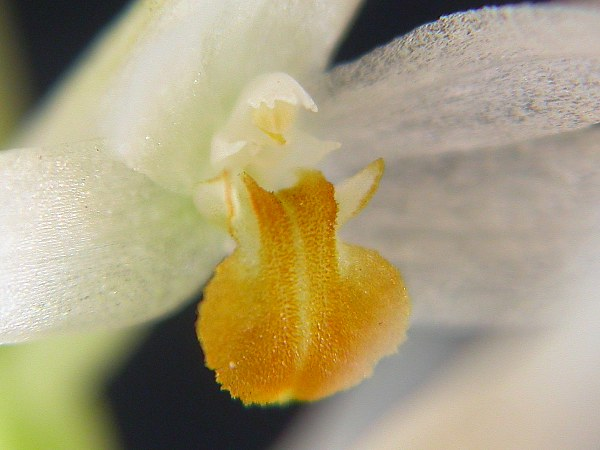
唇弁と蕊柱

## 分布
フィリピンのルソン島やミンダナオ島などから知られ、標高30-2300mと幅広い環境に生育する。山地の森林に生育する。生育環境も変異に富んでいる。

## 利用
洋ランの1つとして栽培される。本種はこの属では最も広く栽培されているものの一つである。特に本種は香りがよいことでよく知られる。その香りはバニラのような甘いものである。